# Ludwig Mies van der Rohe
Ludwig Mies van der Rohe (Aachen, 27 de março de 1886 – Chicago, 17 de agosto de 1969) foi um arquiteto alemão naturalizado americano, considerado um dos principais nomes da arquitetura do século XX, sendo geralmente colocado no mesmo nível de Le Corbusier ou de Frank Lloyd Wright.
Foi professor da Bauhaus e um dos criadores do que ficou conhecido por International style, onde deixou a marca de uma arquitetura que prima pelo racionalismo, pela utilização de uma geometria clara e pela sofisticação. Os edifícios da sua maturidade criativa fazem uso de materiais modernos, como o aço industrial e o vidro para definir os espaços interiores, e a aparência exterior de suas obras. Concebeu espaços austeros mas que transmitem uma determinada concepção de elegância e cosmopolitismo. Também é famoso pelas várias frases criadas por ele, algumas delas são conhecidas praticamente no mundo todo, como é o caso das frases "less is more " ("menos é mais") e "God is in the details" ("Deus está nos detalhes").
Mies van der Rohe procurou sempre uma abordagem racional que pudesse guiar o processo de projeto arquitectônico. Sua concepção dos espaços arquitetônicos envolvia uma profunda depuração da forma, voltada sempre às necessidades impostas pelo lugar, segundo o preceito do minimalismo.

## Biografia

### Formação
Ludwig nasceu em Aachen, na época pertencente ao Reino da Prússia, hoje na Renânia do Norte-Vestfália, em 1886. Quando jovem, trabalhou na empresa de cantaria do seu pai, antes de se mudar para Berlim onde começou a trabalhar com o designer de interiores Bruno Paul. Em 1908 ingressou no estúdio do proto-medieval Peter Behrens, do qual se tornou discípulo. Aí permaneceu até 1912, entrando em contacto com as teorias de design em voga e com a cultura alemã culturalista. O seu talento foi rapidamente reconhecido e começou desde cedo a receber encomendas apesar de não ter graduação acadêmica formal. Com uma presença física impressionante e com modos reticentes e ponderados, Ludwig Mies decidiu reformular o seu próprio nome de modo a adequar-se à rápida mudança de estatuto, de filho de um comerciante para arquiteto reconhecido pela elite cultural berlinense, acrescentando o sobrenome, de ressonância aristocrática, "van der Rohe".
Começou a sua carreira profissional independente projetando casas para clientes de classes baixas. Seguia então estilos medievais da tradição alemã, demonstrando profundas influências do mestre do neoclassicismo prussiano do início do século XIX, Karl Friedrich Schinkel, de quem admirava as grandes proporções e os volumes complexos e radiais, ao mesmo tempo que controlava as novas possibilidades estruturais decorrentes do avanço tecnológico e se libertava dos tiques ecléticos e desordenados do classicismo, próprios do virar do século.
Depois da Primeira Guerra Mundial, Mies começa, pois, a afastar-se dos estilos tradicionais e a receber influências do neoplasticismo, formado em 1917, e do construtivismo russo, que nele fazem germinar o espírito modernista, em busca de um novo estilo arquitetônico para a era industrial.
Os estilos tradicionais há muito que eram alvo de críticas dos teóricos progressistas, principalmente pelo seu uso de ornamentações sem qualquer relação com as estruturas modernas de construção dos novos edifícios. Tais críticas receberam especial credibilidade com o desastre da Primeira Guerra Mundial, considerada então como o falhanço da liderança imperial europeia. O revivalismo clássico foi então repudiado por muitos, ao ser identificado com a arquitetura do sistema aristocrático, agora em descrédito.
O seu estilo começa, então, a patentear influências como o Expressionismo, o Suprematismo, o Construtivismo russo (construções escultóricas e eficientes, usando materiais industriais modernos) e o Grupo holandês De Stijl. Bruno Zevi identifica o Pavilhão de Barcelona como a súmula deste movimento, ao descrevê-lo como "Painéis de travertino e mármore, lâminas de vidro, superfícies de água, planos horizontais e verticais que quebram a imobilidade dos espaços fechados, rompem os volumes e orientam o olhar para vistas exteriores". Foi também influenciado por Frank Lloyd Wright, com os espaços fluidos próprios do estilo presente nas suas Casas da Pradaria.
De forma ousada, abandonou por completo a dependência de qualquer ornamentação e, em 1921, projetava um impressionante arranha-céu de vidro e metal, seguindo-se uma série de projetos pioneiros que culminariam no Pavilhão alemão na Feira Universal de Barcelona, estrutura temporária para a exposição de 1929 (reconstruído atualmente na sua localização original), e na Villa Tugendhat em Brno, terminada em 1930, onde utilizou superfícies de cimento armado. Entre 1918 e 1925 participou do Novembergruppe, um grupo de industriais que atuaram como mecenas para uma nova geração de arquitetos dedicados à divulgação da arquitetura moderna). Durante esse período trabalhou em proximidade com Lilly Reich.
Em Julho de 1923 participou no primeiro número da Revista G (abreviação de Gestaltung), onde se mostra menos ligado aos princípios expressionistas e mais voltado para a objectividade construtiva. Ganhou, igualmente, proeminência no universo da arquitetura ao ser convidado pela Deutscher Werkbund para planear o complexo habitacional modernista Deutsche Werkbund Weissenhofsiedlung, em Estugarda, além de um grupo de edifícios residenciais na colina de Weissenhof, para uma exibição aberta ao público durante o verão de 1927.
Em termos políticos, o período alemão de Mies caracteriza-se pela militância socialista, bem ilustrada pelo seu projeto para o Denkmal für Rosa Luxemburg und Karl Liebknecht (Monumento a Rosa Luxemburgo e Karl Liebknecht), onde o Partido Comunista pretendia homenagear os seus heróis. O monumento, construído graças ao dinheiro obtido pela venda de postais com o modelo do projeto, constava de um memorial constituído por tijolos irregulares, compostos em volumes paralelepipédicos formando um muro de 12 m de comprimento, 4 m de largura e 6 m de altura, lembrando todos os que morreram fuzilados, contra paredes, lutando pela Revolução. O monumento foi posteriormente demolido pelas forças nazistas. Apesar disso, quando de seu posterior cargo de direção na Bauhaus, foi um dos professores que determinou a expulsão dos estudantes de orientação comunista daquela instituição, os quais começavam a incomodar os governos locais, além de alterar os rumos políticos que a escola tomava, desviando da proposta anterior de Hannes Meyer, mais politizada.

### Bauhaus
Já identificado com as novas tendências da arquitetura, Mies é convidado a lecionar na escola vanguardista de design Bauhaus, fundada pelo seu colega — e crítico — Walter Gropius. Pertencem a este seu período algumas peças de mobília medieval, onde aplica antigas tecnologias artesanais, que viriam a se tornar particularmente populares até os dias de hoje, como a Cadeira Barcelona (e mesa) ou a Cadeira Brno.
É desse período o seu projeto mais famoso, o Pavilhão Alemão da Feira Universal de Barcelona: uma estrutura bastante pesada, sustentada por delgados pilares metálicos e constituída essencialmente de planos verticais e horizontais. Após a exposição o pavilhão foi demolido, mas sua importância foi tal que voltou a ser construído na década de 1990, como homenagem ao arquiteto e como símbolo do modernismo.
Mies parece ter adotado, a partir dessa altura, a missão de criar um novo estilo e uma nova arquitetura que representasse a época que se iniciava, tal como a Arquitetura Gótica representara a Idade Média. Tal arquitetura deveria ser guiada por um processo criativo assente em pressupostos racionais. Contudo, tal demanda viria a ser interrompida pela depressão econômica e pela tomada do poder pelos Nazis, a partir de 1933.
Na década de 1930, depois de Hannes Meyer, Mies foi, a pedido de Gropius e por um breve período de tempo, o último diretor de uma Bauhaus vacilante. A escola, financiada pelo governo, seria forçada a fechar as portas devido a pressões políticas do partido Nazi que a identificava com ideologias antagônicas como o socialismo e o comunismo. A arquitetura praticada por Mies foi igualmente rejeitada por não representar o espírito nacionalista alemão. Essa década foi, de fato, pouco profícua, ressaltando pouco mais que a encomenda do apartamento de Philip Johnson, em Nova Iorque.

### Estados Unidos
Mies abandonou a sua pátria em 1933, quando se desvaneciam as hipóteses de continuar aí a sua carreira. Quando chegou aos Estados Unidos, depois de 30 anos de prática na Alemanha, já era considerado pelos promotores americanos do Estilo Internacional como um pioneiro da arquitetura moderna. Em 1949, já o Museu de Arte Moderna de Nova Iorque lhe dedicava uma retrospectiva. É, de fato, no seu país de adoção que encontra todas as condições para promover de fato suas experiências com uma possível industrialização da arquitetura e da construção: um mercado capitalista muito mais desenvolvido que o alemão, com fortes demandas por novas tipologias imobiliárias e desenvolvimento tecnológico razoável. No entanto, alguns críticos apontam este momento da obra de Mies como um desvirtuamento do projeto social-democrata em curso nos anos da Bauhaus.
Pouco depois de projetar um complexo residencial no Wyoming, recebeu uma oferta para dirigir a escola de arquitetura do Chicago's Armour Institute of Technology, mais tarde renomeado como Instituto de Tecnologia de Illinois — IIT. Uma das condições para a aceitação do cargo consistia em que o projeto para os novos edifícios do campus universitário lhe fosse adjudicado. Alguns dos seus edifícios mais afamados situam-se aí, incluindo o Crown Hall, sede do Departamento de Arquitetura do IIT. Lecionando aí, Mies torna-se também responsável pela gênese de toda uma geração de arquitetos norte-americanos funcionalistas, especialmente voltados para a construção dos arranha-céus demandados pelas empresas do país.
Em 1949 tornou-se cidadão dos Estados Unidos, rompendo formalmente os laços com a Alemanha.
Os 30 anos de carreira que se seguiriam são considerados os anos da sua maturidade criativa, sendo o período em que desenvolveu esforços mais consistentes na prossecução dos seus objetivos para a nova arquitetura do século XX. Fez convergir o seu trabalho para a definição de largos espaços "universais" inseridos em suportes estruturais claramente ordenados, recorrendo a molduras de perfis manufacturados preenchidas com tijolo ou vidro. Os seus primeiros projetos para o campus da IIT e para Herb Greenwald revelou ao mundo arquitetônico norte-americano um estilo que parecia o resultado natural da progressão do estilo da Escola de Chicago, então um pouco esquecida.
Entre 1946 e 1951, Mies projetou e construiu a icônica Casa Farnsworth, uma casa de fim de semana que deveria servir de retiro, nos arredores de Chicago, para a médica Edith Farnsworth e que se tornaria uma das principais obras de referência da arquitetura moderna. Aqui, Mies explorou a relação entre o indivíduo, o seu abrigo e a natureza. A casa concretiza a visão amadurecida de Mies para o que deveria ser a arquitetura da sua época: uma estrutura minimalista limitada à pele e esqueleto do edifício, usando materiais que representavam os novos tempos, permitindo a definição de um espaço ordenado de forma clara, simples, inteligível e fluida, com uma disposição que sugerisse liberdade de utilização.
O suporte estrutural rigorosamente concebido e as paredes totalmente de vidro definem um espaço interior cúbico simples, permitindo que a natureza e a luz o envolvam de facto. Este pavilhão de vidro ergue-se cerca de 1,5 m acima da planície aluvial do rio Fox e é rodeado por florestas e prados.
Um núcleo de painéis de madeira, para arrumações, cozinha, lareira e casa de banho está posicionado neste espaço aberto de forma a definir a área de estar, comer e dormir sem a necessidade de recorrer às típicas paredes e quartos individualizados. O invólucro de vidro não tem qualquer gênero de partição. Cortinados a toda a altura, dispostos por todo o perímetro permitem a privacidade necessária, quando desejada. A casa tem sido descrita por muitos como "sublime", "um templo pairando entre a terra e o céu", "um poema", "uma obra de arte". A influência desta obra pode verificar-se pela quantidade de "casas de vidro" modernistas, das quais a mais notável talvez seja a de Philip Johnson, localizada junto de Nova Iorque, pertencente atualmente ao National Trust for Historic Preservation.

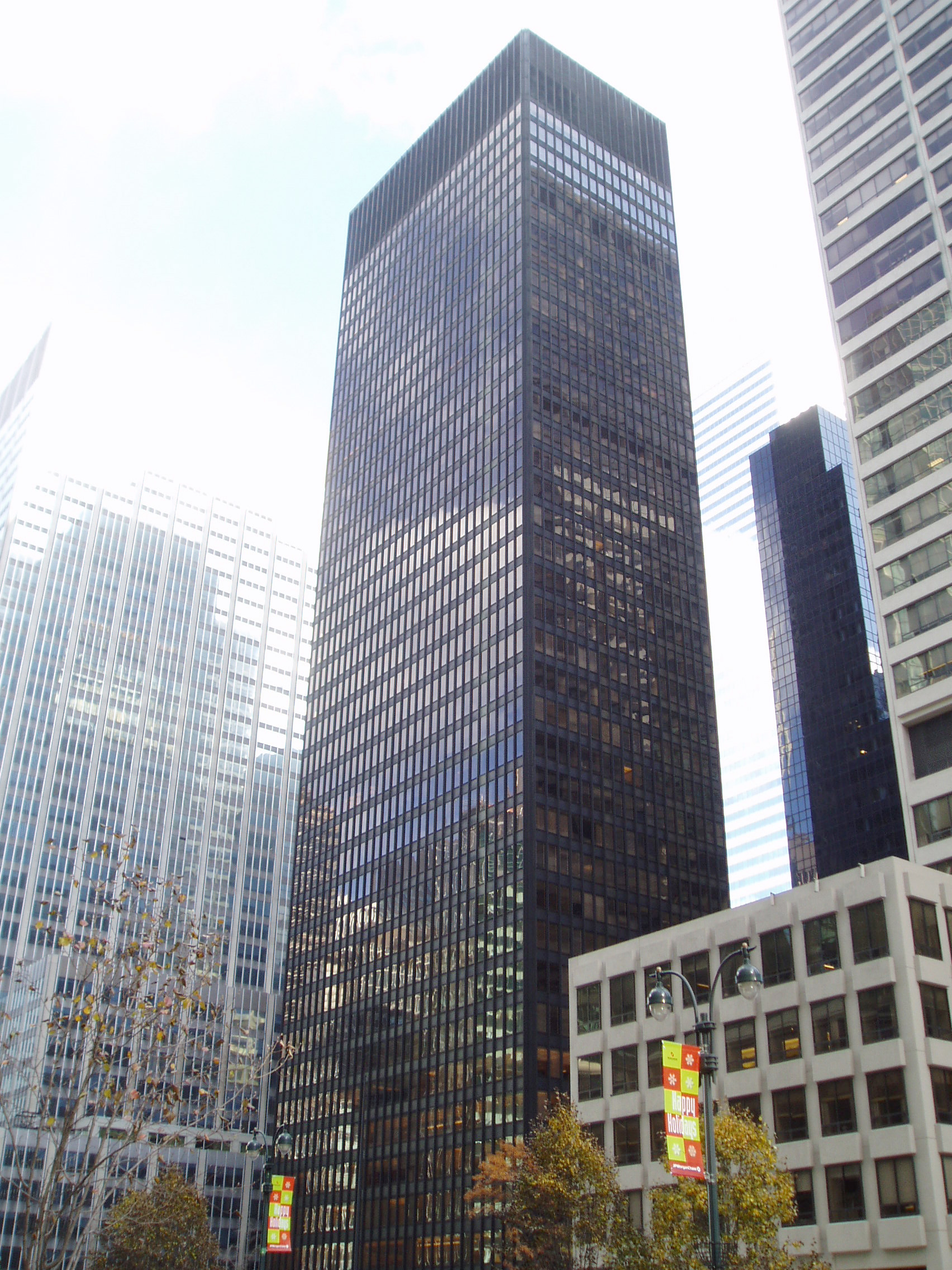
Edifício Seagram

Em 1958 Mies van der Rohe projectou o que veio a ser considerado por muitos como o auge da arquitetura funcionalista para arranha-céus: o Edifício Seagram, em Nova Iorque. Mies foi escolhido para o projecto pela filha do cliente, Phyllis Bronfman Lambert, que também tinha alguma notoriedade no meio aquitânico dos Estados Unidos. O edifício tornar-se-ia um ícone representativo do poder crescente das corporações empresariais, que viria a definir o próprio século XX.
Numa decisão audaciosa e inovadora, Mies revolucionou o padrão construtivo novaiorquino ao deixar livre metade do terreno dedicado à obra, definindo uma praça com fonte para usufruto público em Park Avenue em frente ao edifício que se assumia como uma leve estrutura de metal e vidro. Ainda que hoje esta seja uma solução arquitetônica largamente aclamada, Mies teve de convencer os gestores da família Bronfman de que a ideia de libertar espaço em frente ao edifício era, não só viável, como benéfica para a imagem da companhia. O projeto caracteriza-se por uma cortina de vidro, com perfis de bronze a cobrir a estrutura de aço.
Philip Johnson participou na seleção de materiais interiores e no projeto da praça, sendo também o autor do faustoso restaurante "Four Seasons". O Edifício foi ainda pioneiro na construção "fast-track", em que a execução das fases de desenho e construção é simultânea, de modo a terminar mais rapidamente a obra. O protótipo do Edifício Seagram foi posteriormente adaptado em vários arranha-céus de escritórios modernos como no Dirksen and Klusinski Federal Buildings, no Post Office (1959), na Praça IBM em Chicago, no Toronto-Dominion Centre em 1967, em Toronto, e na Westmont Square, em Montreal.
Mies projectou ainda uma série de apartamentos em altura, destinados a famílias da classe média, para o construtor Herb Greenwald e para seus herdeiros, após sua morte prematura numa queda de avião. As torres Lake Shore Drive 860/880 e 900/910, junto à costa lacustre de Chicago, com fachadas de vidro e aço, constituíram uma completa reviravolta na construção de apartamentos, tipicamente construídos com tijolo. O próprio Mies considerou as unidades habitacionais demasiado pequenas para si, tendo continuado a viver noutro luxuoso apartamento, relativamente perto deste conjunto de edifícios. Também estas torres se tornaram num protótipo para outros projetos de unidades de habitação colectiva, desenhados pelo atelier de Mies.
De 1951 a 1952 o atelier foi responsável pela construção da Casa McCormick, uma estrutura de tijolo, aço e vidro, localizada em Elmhurst, Illinois, a 15 milhas a oeste do Chicago Loop), para o construtor Robert Hall McCormick Jr. Constitui, de facto, uma versão de um só andar da cortina de vidro do conjunto 860–880 das torres de Lake Shore Drive e serviu como protótipo para uma série de projetos especulativos, nunca construídos, para Melrose Park, no Illinois. A casa faz parte, hoje em dia, do Elmhurst Art Museum.
O último trabalho de relevo de Mies foi a Neue Nationalgalerie em Berlim, que é considerado uma das mais perfeitas expressões da sua abordagem arquitetônica. O pavilhão superior é constituído por uma estrutura precisa de aço com invólucro de vidro, que na sua simplicidade revela perfeitamente a força estética e funcional das ideias de espaço interior flexível, aberto e sem cargas desnecessárias impostas pela ordem estrutural externa.
Mies teve um papel relevante enquanto educador no âmbito da arquitetura. Acreditava que as suas ideias podiam ser ensinadas de forma objectiva. Trabalhou intensivamente em soluções prototípicas que poderiam ser aplicadas de forma livre pelos seus discípulos, adaptando-as a situações específicas, sob a sua supervisão. O facto de nem sempre se terem conseguido, assim, obras de qualidade aceitável levou Mies a considerar que existia alguma falha na sua teorização em relação à nova teoria, que deveria ser facilmente aplicada a novas situações. Ele se tornou ícone da arquitetura contemporânea mundial.

## Galeria

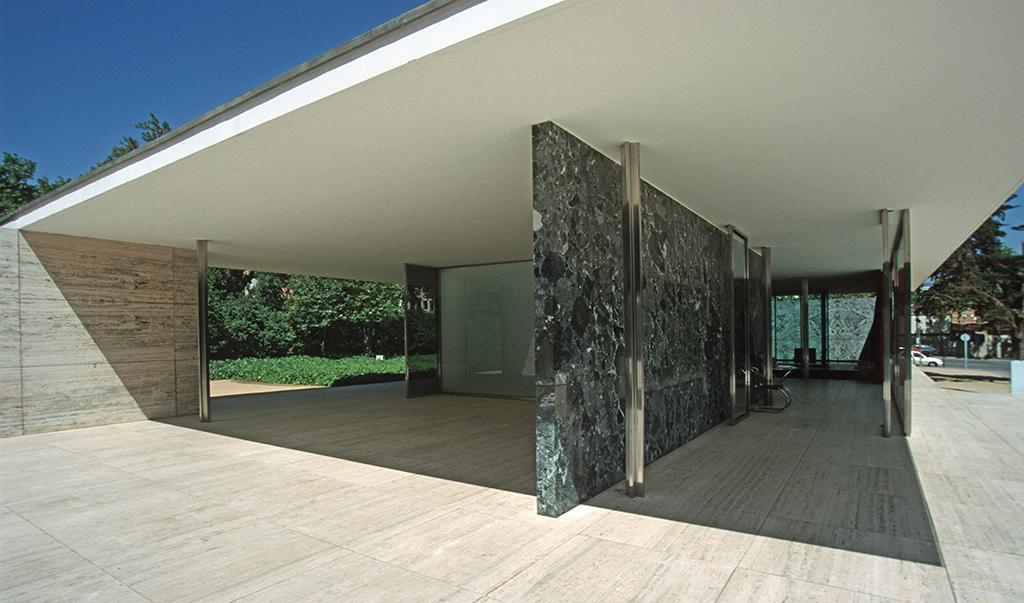
Pavilhão Alemão na Feira Mundial, Barcelona, 1929
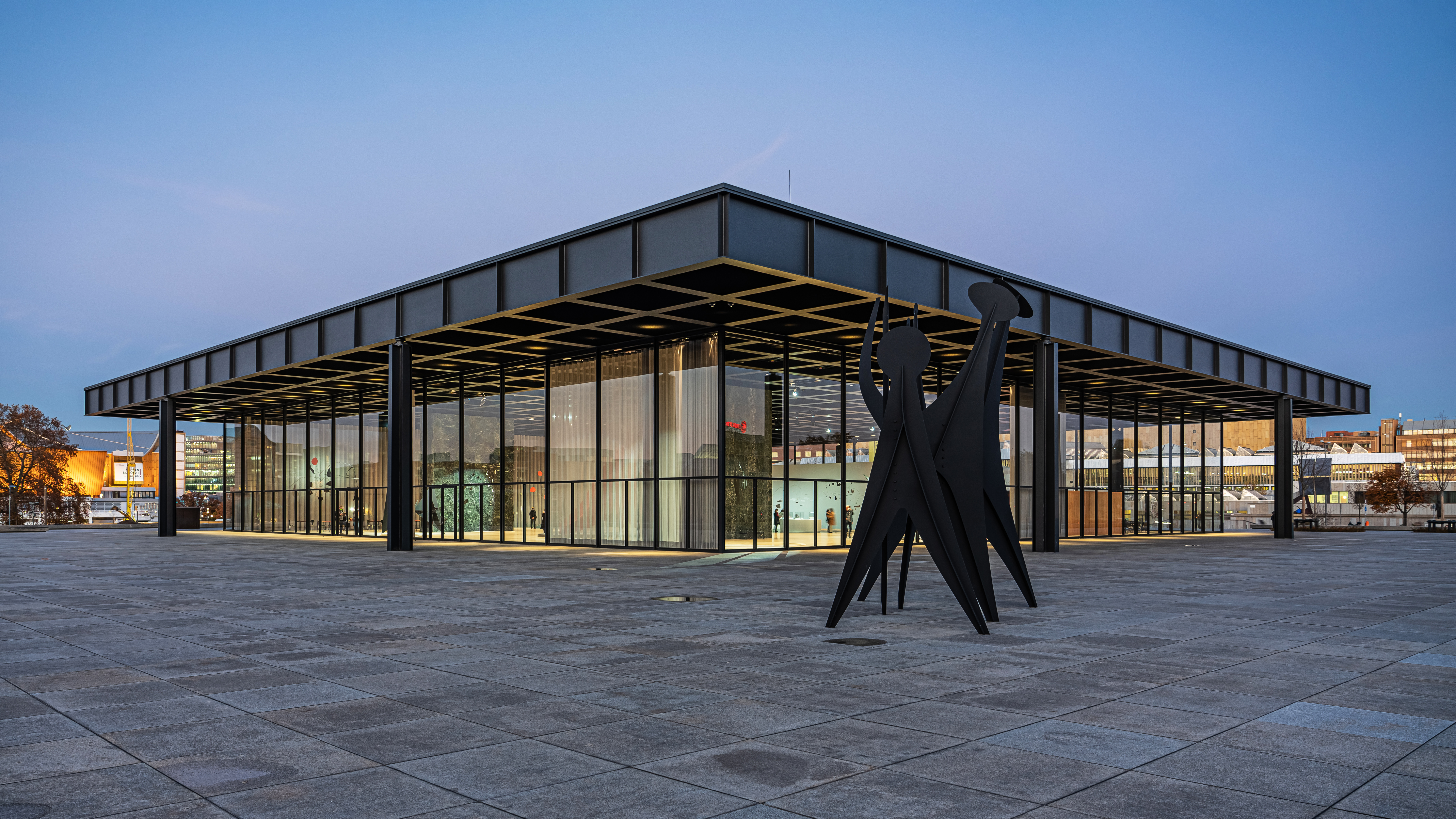
Galeria Nacional Neue
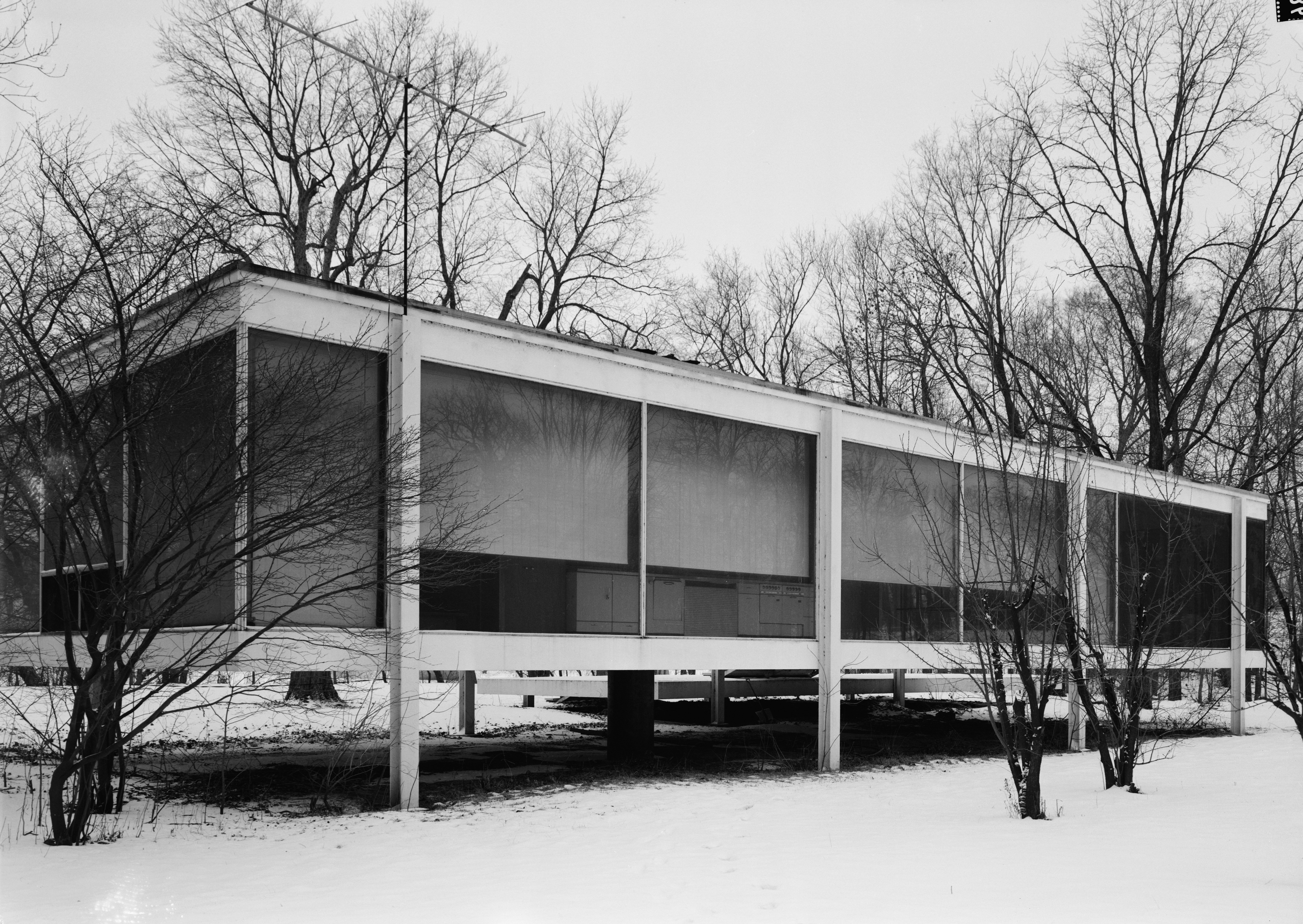
Casa Farnsworth
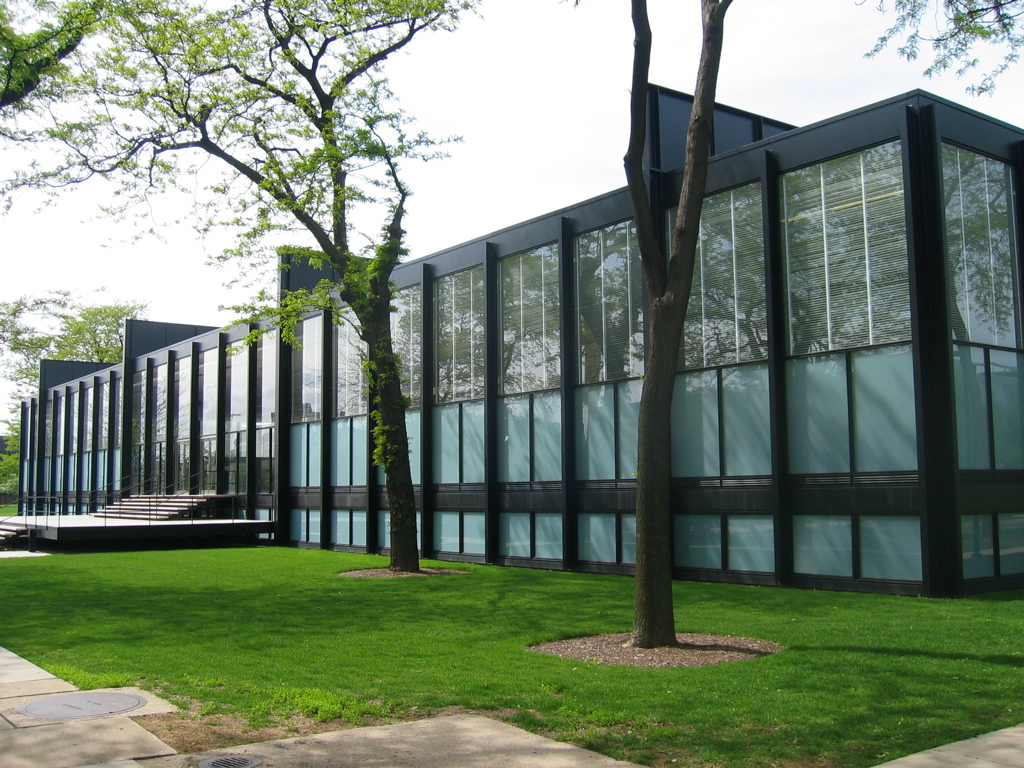
Crown Hall no Illinois Institute of Technology, Chicago, Illinois, 1956
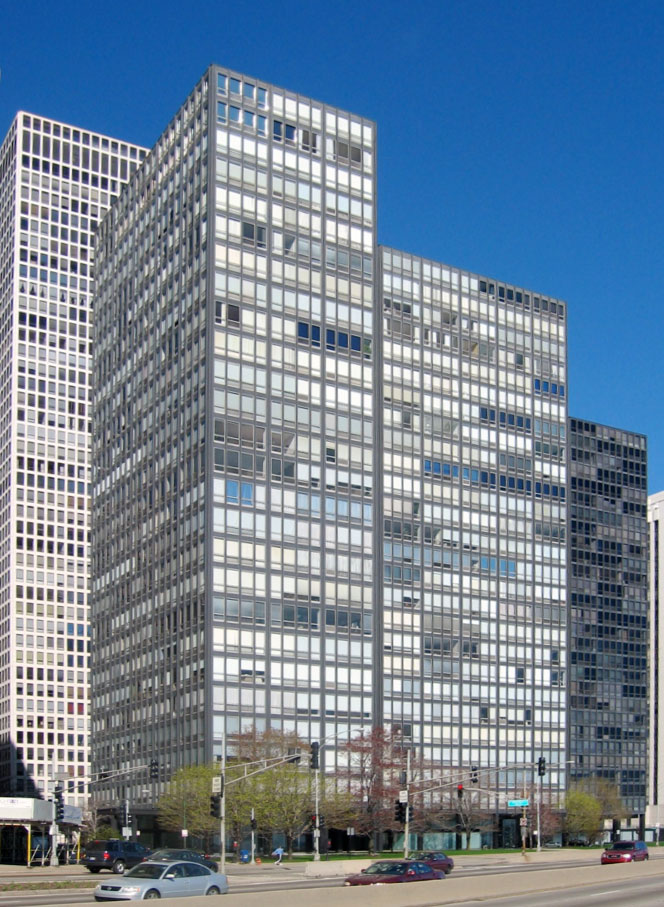
Conjunto Lake Shore Drive em Chicago
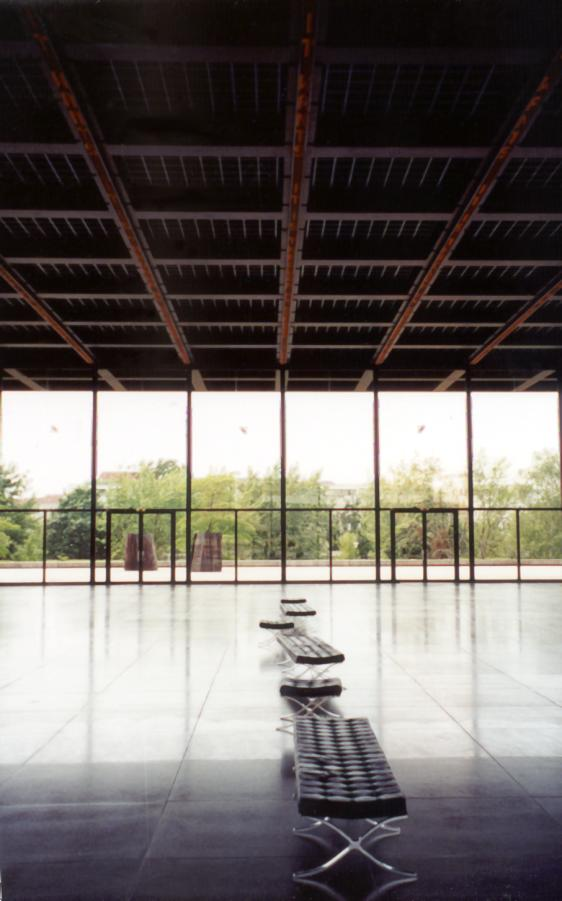
Interior do museu da Neue Nationalgalerie em Berlim, na Alemanha
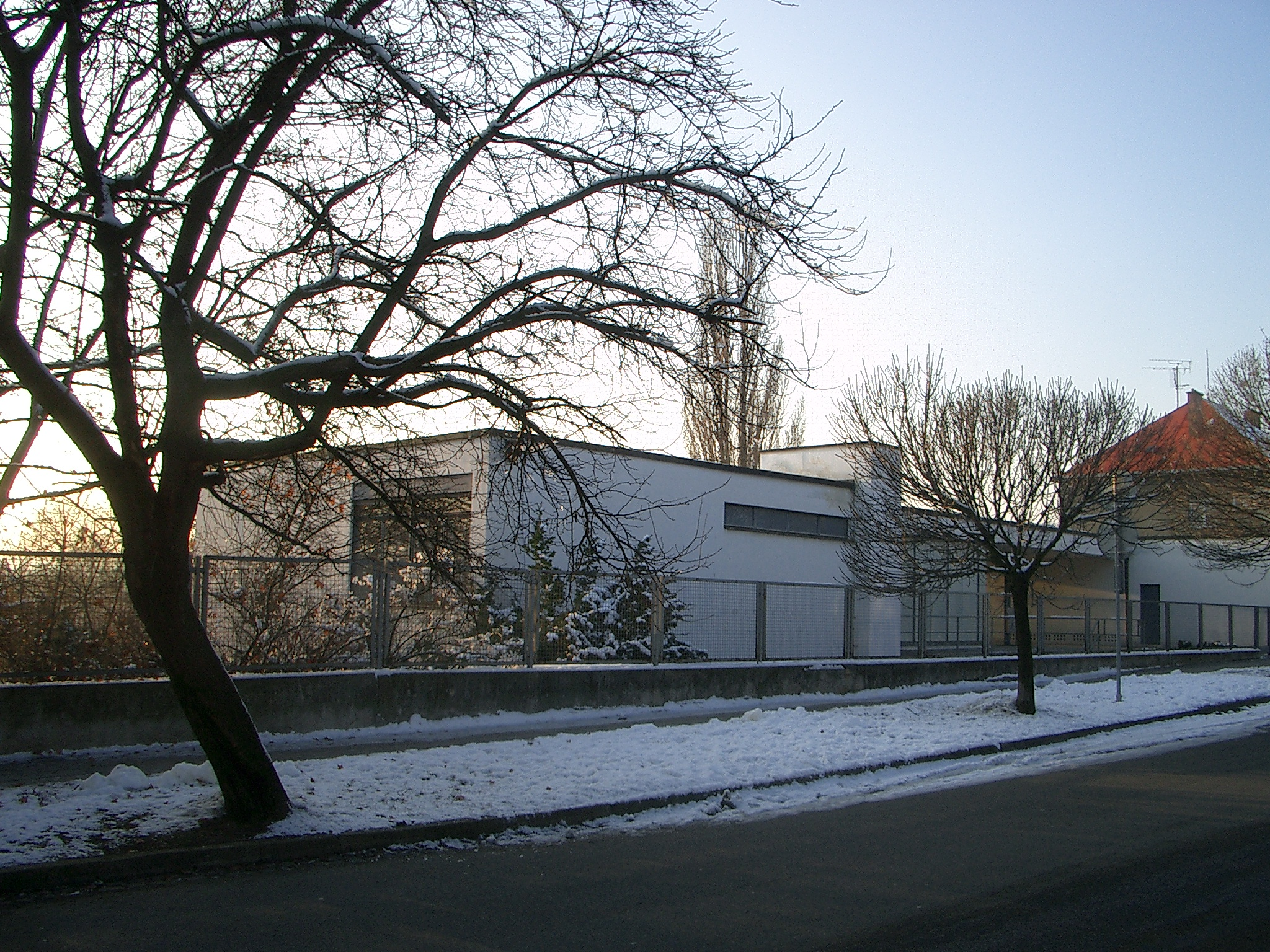
Villa Tugendhat, em Brno
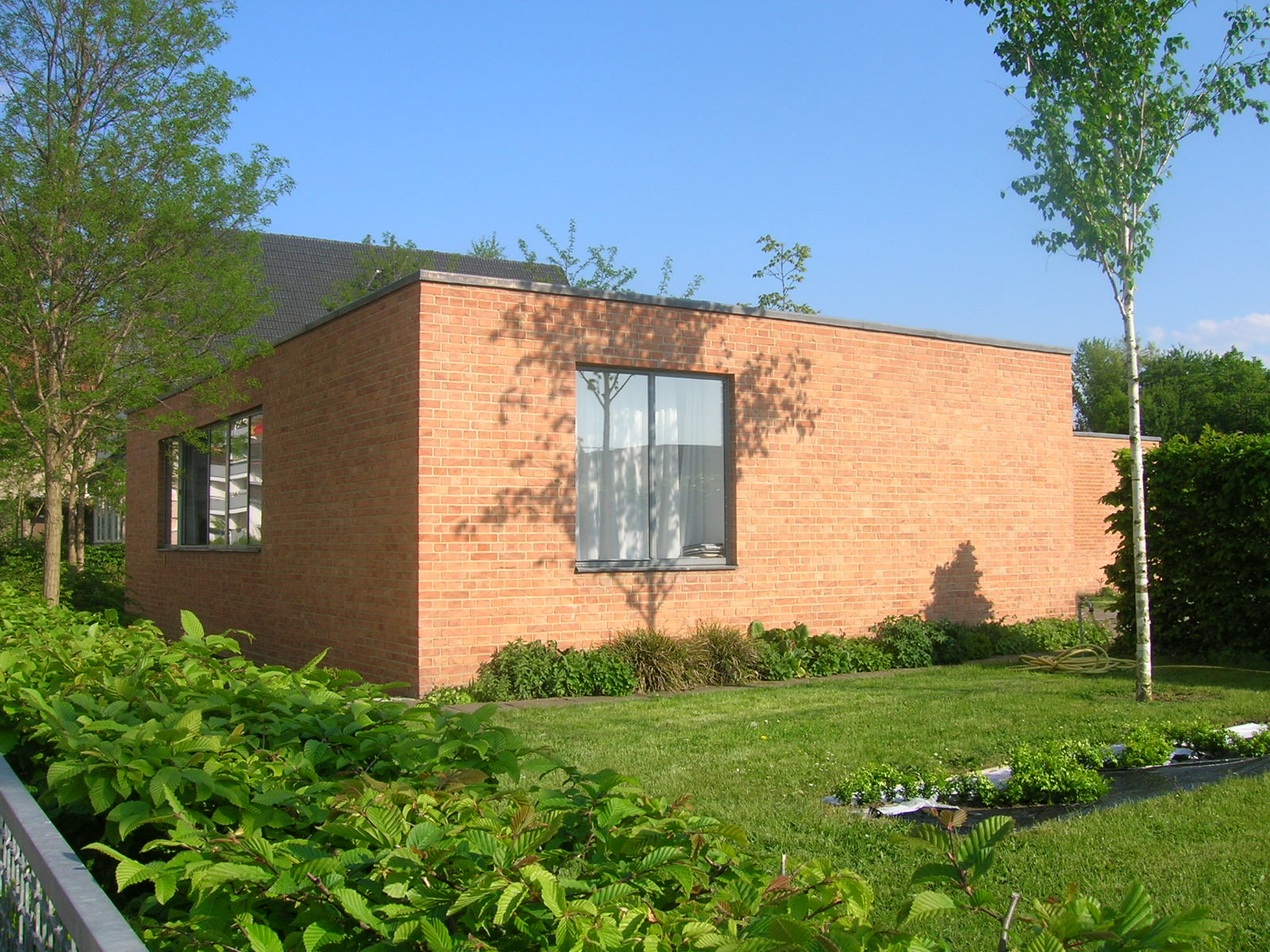
Casa de Mies, em Berlim-Berlin-Hohenschönhausen (1932)